# Charlotte Lembach
Charlotte Lembach (Estrasburgo, 1.º de abril de 1988) é uma esgrimista francesa, medalhista de prata nos Jogos de Tóquio, vencedora de múltiplas medalhas mundiais e continentais e condecorada Cavaleira da Ordem Nacional do Mérito.

## Biografia
Charlotte Lembach nasceu na cidade de Estrasburgo, capital do departamento do Baixo Reno, em 1.º de abril de 1988. Começou a praticar esgrima aos seis anos no Clube Universitário de Estrasburgo. No ano de 2009, foi convocada a integrar a equipe sênior da França no campeonato europeu; contudo, uma lesão no tendão a impediu de participar da competição.
Até 2013, a atleta participou ativamente dos principais torneios, mas os resultados obtidos não eram satisfatórios, a ponto dela ter ficado fora dos Jogos Olímpicos de Londres. Inclusive, na ocasião, a esgrima francesa não conquistou medalhas olímpicas, algo que não acontecia desde 1960. Os resultados começaram a mudar em junho de 2013, quando Lembach ganhou o bronze no Grande Prêmio de Tianjin, um feito que não era alcançado por uma francesa há quase três anos. No ano de 2014, ficou com o vice-campeonato europeu por equipes, ao perder a final para a Rússia. No mês seguinte, conquistou o vice-campeonato mundial por equipes, ao perder a final para os Estados Unidos.
Em 2015, terminou o europeu com duas medalhas de prata. No torneio individual, foi derrotada pela russa Sofia Velikaia por apenas um toque. Na edição seguinte, ganhou uma prata por equipes e um bronze individual. Em 2016, fez sua estreia em Olimpíadas nos Jogos do Rio de Janeiro. Foi eliminada nas oitavas de final do torneio individual por Velikaia e também pela Itália na primeira partida do torneio por equipes.
De 2017 a 2019, a equipe francesa de sabre uma série de conquistas, incluindo três medalhas mundiais: ouro em Wuxi, prata em Budapeste e bronze em Lípsia; e três bronzes europeus. Em 2021, nos Jogos Olímpicos de Tóquio, integrou a equipe nacional de sabre com Cécilia Berder, Manon Brunet e Sara Balzer. Na ocasião, as francesas terminaram a competição com a medalha de prata, sendo derrotadas na final pelas russas. No mesmo ano, foi agraciada com a Ordem Nacional do Mérito.

## Palmarès
Jogos Olímpicos
| Ano  | Local  | Evento            | Posição | Ref.   |
| ---- | ------ | ----------------- | ------- | ------ |
| 2021 | Tóquio | Sabre por equipes | 2.ª     | [ 31 ] |

Campeonatos Mundiais
| Ano  | Local     | Evento            | Posição | Ref.   |
| ---- | --------- | ----------------- | ------- | ------ |
| 2018 | Wuxi      | Sabre por equipes | 1.ª     | [ 32 ] |
| 2014 | Cazã      | Sabre por equipes | 2.ª     | [ 32 ] |
| 2019 | Budapeste | Sabre por equipes | 2.ª     | [ 32 ] |
| 2017 | Lípsia    | Sabre por equipes | 3.ª     | [ 32 ] |

Campeonatos Europeus
| Ano  | Local        | Evento            | Posição | Ref.   |
| ---- | ------------ | ----------------- | ------- | ------ |
| 2014 | Estrasburgo  | Sabre por equipes | 2.ª     | [ 32 ] |
| 2015 | Montreux     | Sabre individual  | 2.ª     | [ 32 ] |
| 2015 | Montreux     | Sabre por equipes | 2.ª     | [ 32 ] |
| 2016 | Toruń        | Sabre por equipes | 2.ª     | [ 32 ] |
| 2016 | Toruń        | Sabre individual  | 3.ª     | [ 32 ] |
| 2017 | Tiblíssi     | Sabre por equipes | 3.ª     | [ 32 ] |
| 2018 | Novi Sad     | Sabre por equipes | 3.ª     | [ 32 ] |
| 2019 | Dusseldórfia | Sabre por equipes | 3.ª     | [ 32 ] |

## Condecorações
- Cavaleira da Ordem Nacional do Mérito (8 de setembro de 2021)[33]